# Citadela, staré město a opevnění Derbentu

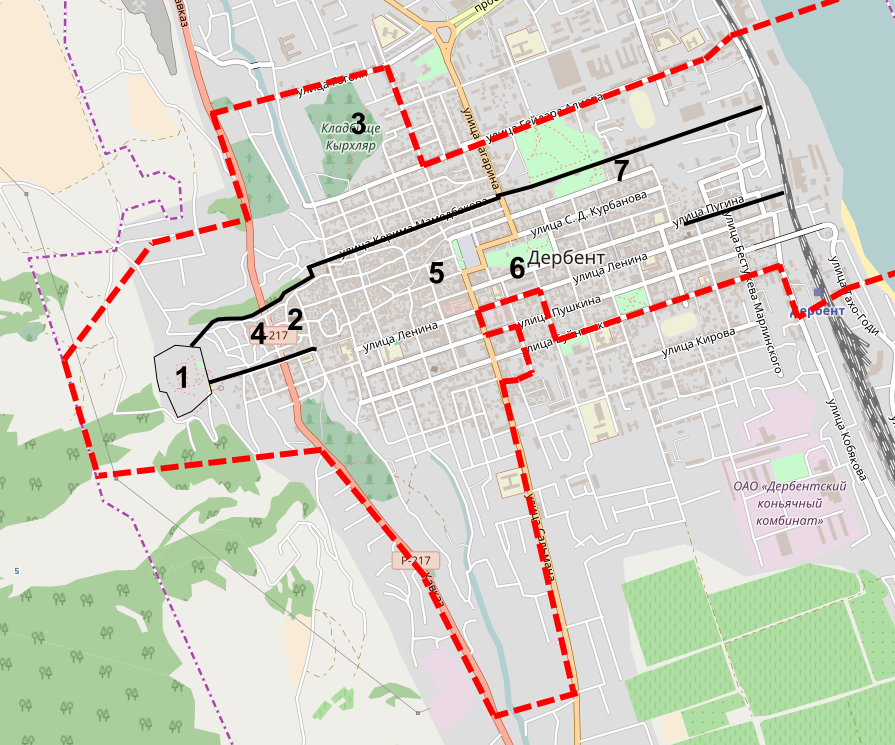
Červená linka vymezuje památkově chráněnou oblast
Černá linka – městské hradby
1 - citadela Naryn-kala
2 - mešita Džuma
3 - hřbitov Kyrchljar
4 - stará východní lázeň
5 - arménský chrám Svatého Spasitele
6 - synagoga Kele-Numaz
7 - maják

Citadela, staré město a opevnění Derbentu (rusky Цитадель, старый город и крепостные сооружения Дербента) je souhrnný název, pod kterým organizace UNESCO roku 2003 zanesla na seznam světového dědictví architektonické památky nejjižnějšího ruského města Derbentu. Jedná se o komplex středověkého města a jeho fortifikace, který se vyvíjel pod různými státními útvary od 5. do 19. století. 

## Obecná charakteristika
Derbent měl již od 1. tisíciletí př. n. l. strategický význam coby důležitý bod na obchodní cestě ze severu na jih podél pobřeží Kaspického moře. V tomto místě je totiž průchod mezi mořem a strmými horami Kavkazu široký pouhé 3 kilometry. Není tak divu, že se o tento strategický bod v průběhu staletí přetahovaly nejrůznější státy a říše. 
Nejstarší doklad o opevnění v těchto místech pochází z 6. stol. př. n. l. od řeckého historika Hekataia, který se zmiňoval o Kaspické bráně. Za zakladatele Derbentu jsou však považováni Peršané, kteří zde roku 438 n. l. usadili a vybudovali kamenné opevnění, které sloužilo své funkci přes střídající se nadvlády dlouhých 15 století, až do připojení města k Ruskému impériu. 
Opevnění se skládá z dvou dlouhých souběžných hradeb, které tvořily linii od mořského pobřeží až k citadele, usazené v příkrém svahu přilehlé hory Džalgan. Mezi těmito hradbami, mořem a horou se potom po staletí vyvíjelo město, které si dodnes uchovalo svůj středověký charakter a svoji rozmanitost (zejména v části dále od moře). 
Roku 2003 byly potom citadela, staré město a opevnění Derbentu zapsány jako jeden celek na seznam světového dědictví UNESCO. Na přiložené mapce je vyznačena ta část města, která je pod ochranou organizace.

## Zdůvodnění zápisu na seznam UNESCO
Citadela, staré město a opevnění Derbentu naplňuje následující kritéria světového dědictví UNESCO:
- Kritérium III: Starý Derbent byl klíčový pro kontrolu nad západní části Kaspického moře od 1. tisíciletí před naším letopočtem. Opevnění zbudované Sásánovci v 5. století n. l. bylo kontinuálně užíváno Peršany, Araby, Mongoly a Tímúrovci po dlouhých 15 století.
- Kritérium IV: Historické centrum Derbentu a jeho opevnění jsou nejvýznamnějším dokladem strategických obranných systémů vyprojektovaných a postavených v Sásánovské říši podél jejích severních hranic, udržované různými státními útvary až do ruské anexe v 19. století.[1]

## Citadela Naryn-kala
Nepřehlédnutelnou dominantu Derbentu tvoří stará předarabská pevnost Naryn-kala, situovaná na pahorku v náhorní části města, spojená s Kaspickým mořem dvojitou hradbou. Základy tomuto opevnění byly položeny v 5. století za panování sásánovského panovníka Jazdkarta I., který zde nechal vystavět pevnost a hradby z nepálených cihel. Současnou podobu opevnění města získalo za panování Husrava I. (531-579), který nechal vystavět citadelu a městské hradby z kamenných kvádrů. Během staletí docházelo pochopitelně k různým drobným stavebním úpravám, například cimbuří na pevnostních stěnách bylo zbudováno až v 19. století, avšak svůj raně středověký ráz si pevnost uchovala dodnes.
Citadela má nepravidelný tvar. Její rozměry jsou 180 metrů na šířku a 280 metrů na délku, přičemž zabírá plochu 4,5 ha. Hradby jsou zpevněny nevelkými baštami, rozmístěnými ve vzdálenosti 20–30 metrů. Síla stěn kolísá mezi 2,5 a 3,5 m, vysoké jsou od 20 do 25 m. Původní sásánské zdivo lze dodnes poměrně snadno identifikovat – používaly se dvě řady kamenných kvádrů. Ty byly velmi precizně opracovány, takže k sobě dokonale přiléhají bez jakéhokoli pojiva. Mezi tyto dvě řady kvádrů stavitelé nasypali suť, zpevněnou vysoce kvalitní maltou.
V areálu se nachází řada cenných historických staveb jako např.:
- Brána Naryn-kala - hlavní brána pevnosti, situovaná na východě, ústící do prostoru mezi městskými hradbami.

- Brána Dag-kapy - v překladu Horská brána, zadní brána pevnosti, která v době míru sloužila pro vjezd těžkých povozů do pevnosti, v době války se tudy mohla skryta horami nenápadně vplížit do obléhané citadely pomoc. Někdy se jí tak říkalo Tajná brána, jindy také Ostudná brána, neboť skrze ni někdy tajně utíkali představení města a nechávali tak obránce na pospas útočníkům.
- Křížová vodní nádrž - původně pravděpodobně křesťanský chrám vytesaný do skály, později přeměněn na vodní nádrž pro uchovávání vody svedené z okolních hor.
- Chánský palác - pozůstatky paláce, vybudovaného v 2. polovině 18. století místním Chánem. Do dnešních dob se nejvíce zachoval hlavní portál.

- Chánská lázeň z 16. - 17. století, zapuštěná částečně do země.

- Dům velitele - stavba z 18. století, původně sídlo místní správy a soudu, stavba se velmi dobře zachovala, neboť po dobytí města Rusy se z ní stal dům velitele místní ruské posádky.
- Podzemní vězení - unikátně dochovaná středověká kobka, hluboká 11 m, o celkové ploše 25 m2. Vchod tvoří jediný otvor v zemi, stěny mají speciální náklon tak, aby nebylo možno vyškrábat se ven.[2]

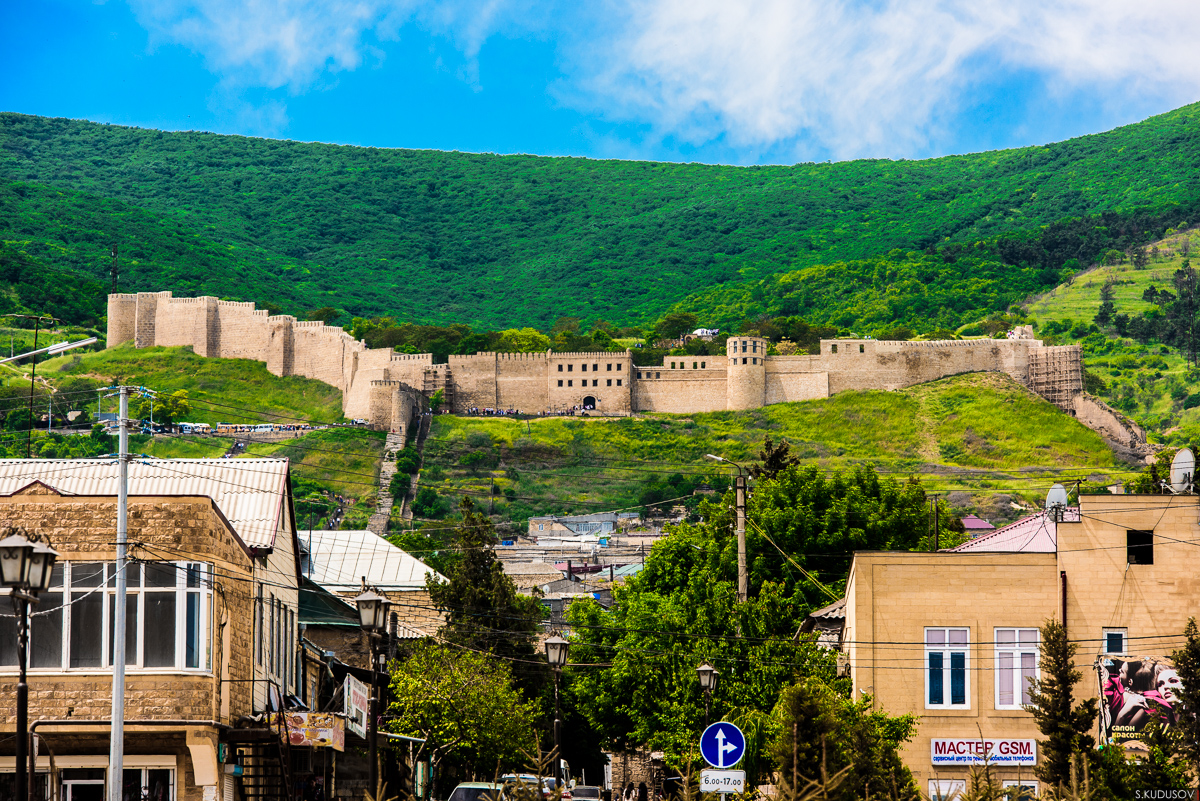
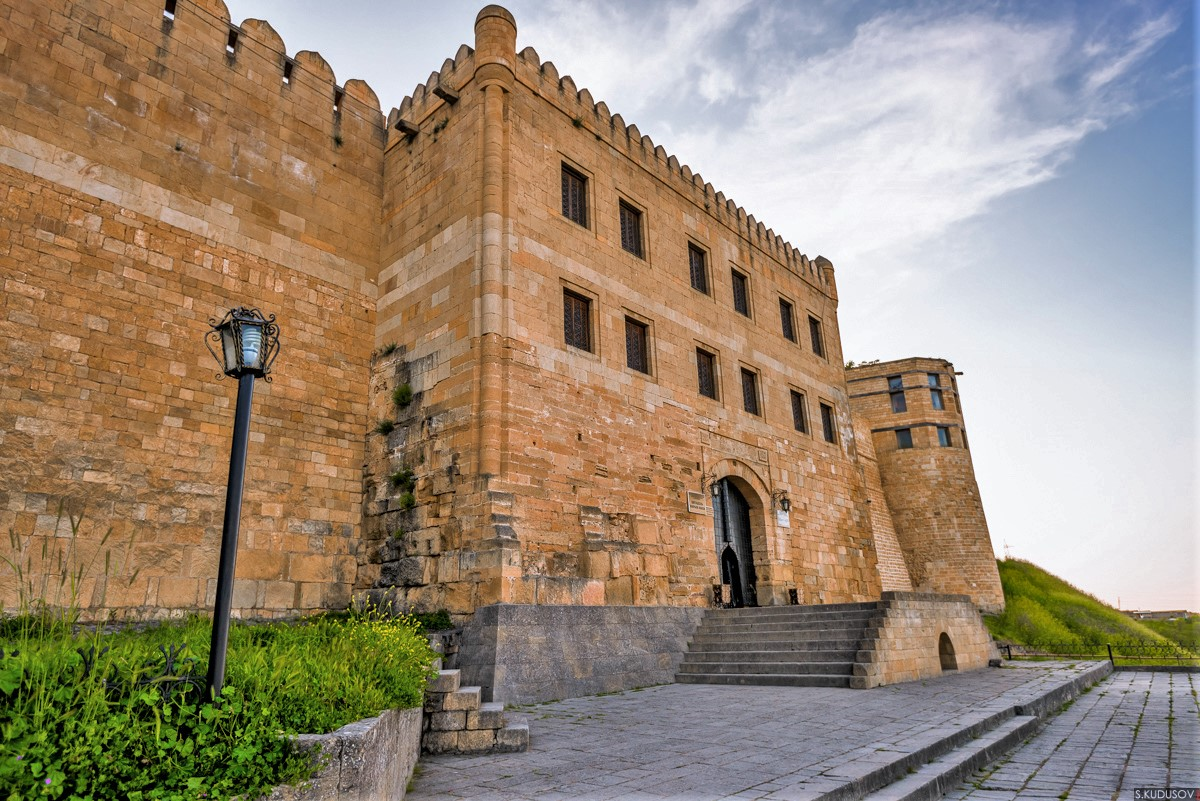
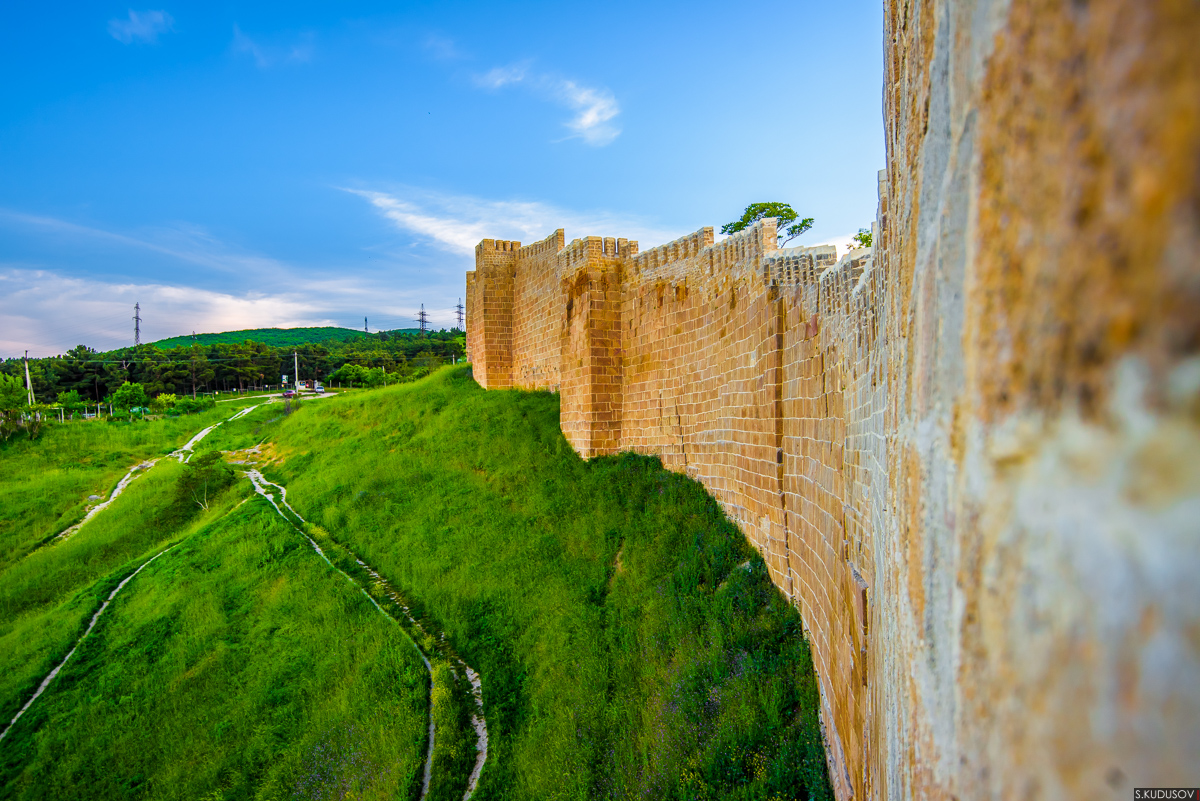
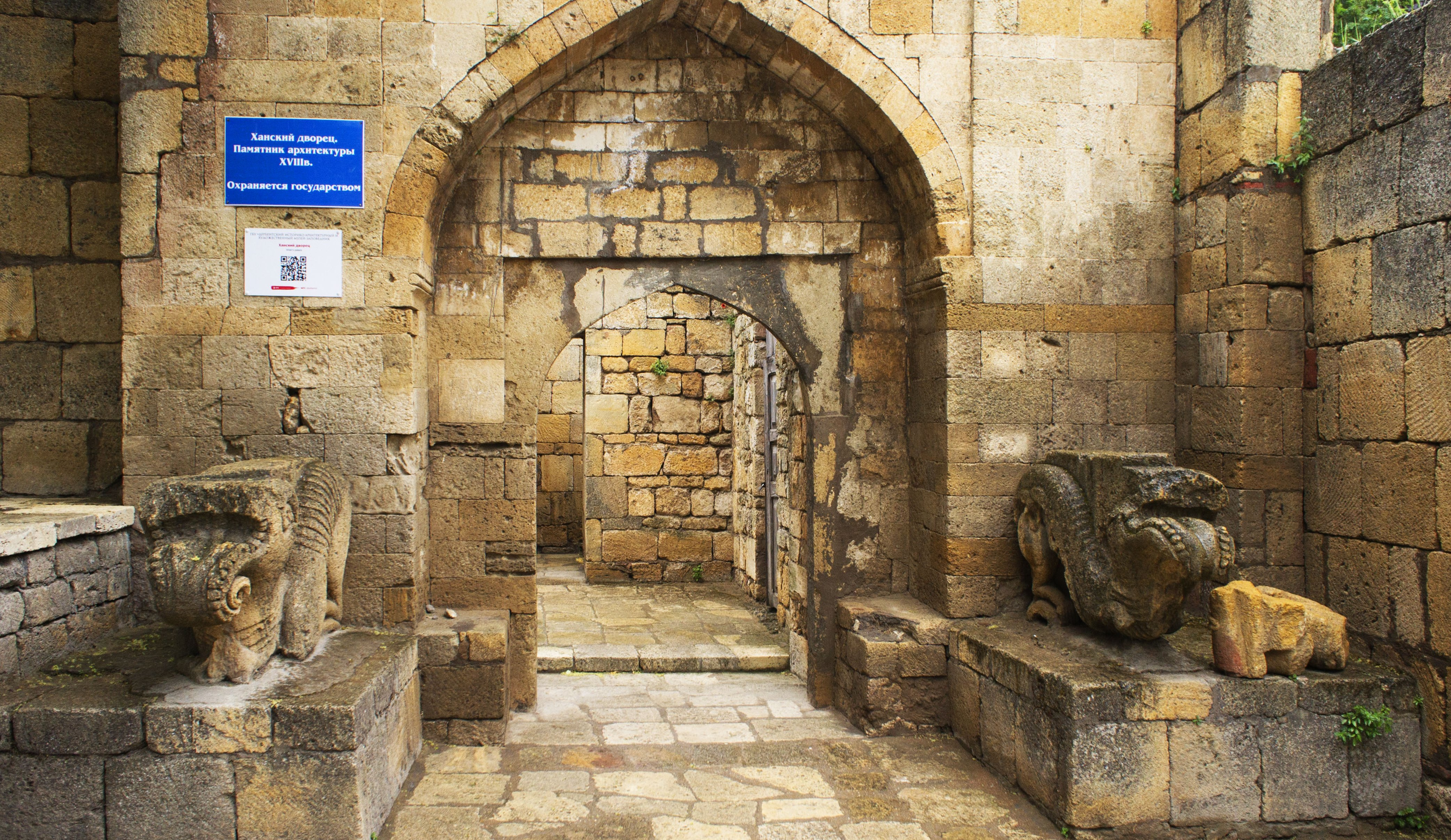
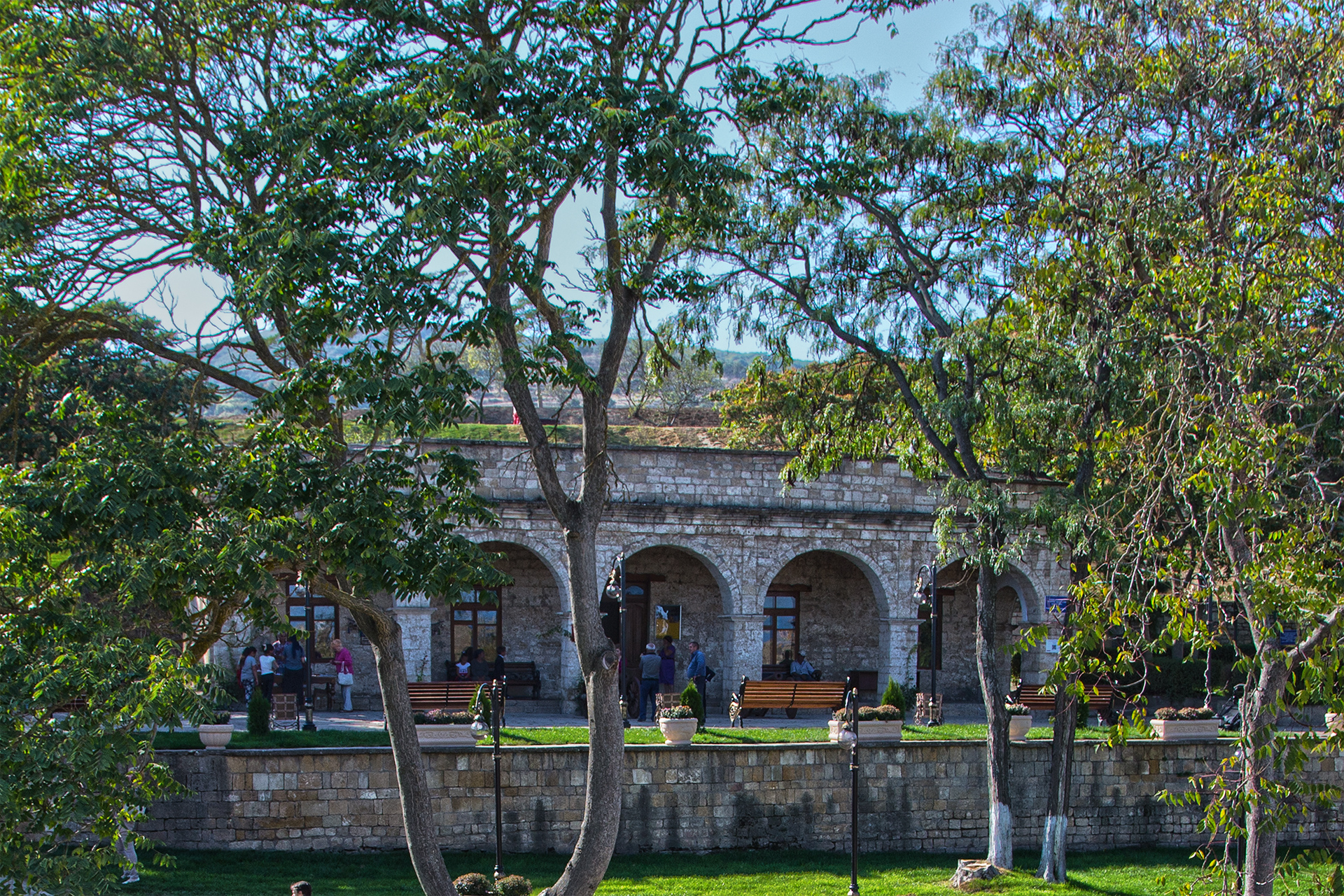

## Derbentské hradby

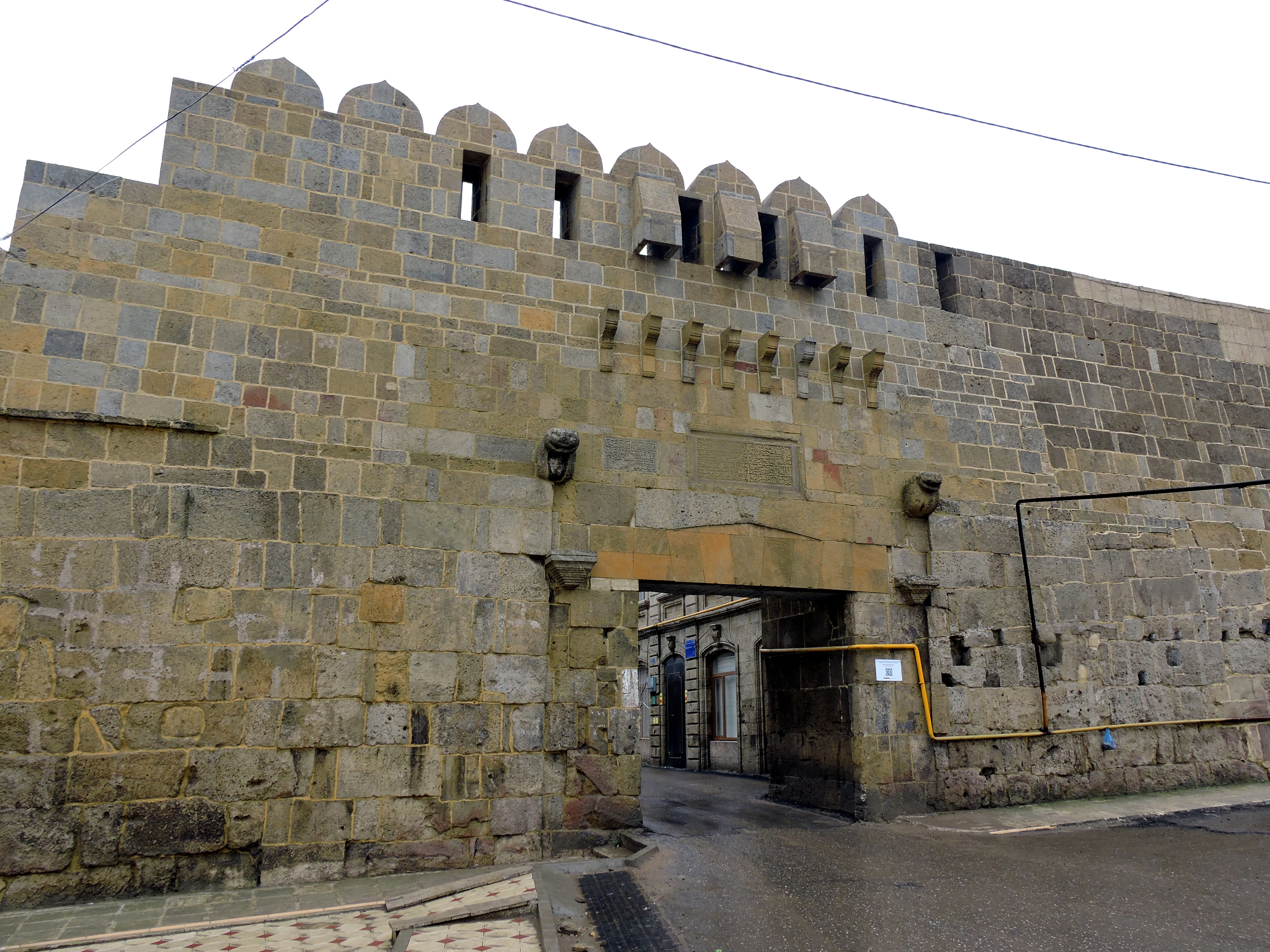
Brána Kyrchljar-Kapy v severní hradbě

Současné opevnění města vzniklo spolu s citadelou za panování Husrava I. (531-579) a tvoří s ní jeden celek, přehrazující průchod mezi Kavkazem a Kaspickým mořem. Je tvořeno dvěma souběžnými zdmi, které se ve vzdálenosti 300-400 m táhnou mezi mořem a citadelou Naryn-kala. Původně se hradba (už jen jediná) táhla ještě asi 40 km za pevnost směrem do hor, avšak z této monumentální zdi se dochovaly už jen pozůstatky základů. Celkem se do dnešních dní zachovalo asi 3,6 km hradeb.
- Severní městská hradba - původně asi 3,5 km dlouhá, zachovala se téměř celá. Protože město bylo historicky ohrožováno především nájezdy kočovných národů ze severu, je tato hradba podstatně pevnější než její jižní sestra. Šířka činí necelé čtyři metry, vysoká je 8-12 m. V rozestupu přibližně 70 m se zde původně nacházelo 46 bašt (velká část z nich se dochovala). Technologie byla použita obdobná jako u hradeb citadely. Dochovaly se zde také tři brány.
- Jižní městská hradba - její význam nebyl původně obranný, měla hlavně zamezit obchodníkům vyhnout se proclení, je proto mnohem méně masivní než její severní sestra. Je proto silná pouze 2,4 m, vysoká maximálně 10 m. Původně byla přibližně stejně dlouhá jako severní hradba, avšak ve 2. polovině 19. století byla kvůli rozvoji města téměř celá zbourána - zachovaly se pouze dva úseky. Úsek přimykající k citadele měří asi 800 metrů a nachází se zde dvě brány. Druhý 400 m dlouhý úsek se nachází u železnice a zahrnuje taktéž dvě dochované brány.[3][4]

## Staré město
Město Derbent se po staletí rozvíjelo na poměrně malém prostoru, vymezeném mořem, citadelou a městskými hradbami. Staré město má tak podobné uspořádání jako jiná dochovaná města se středověkým charakterem - úzké křivolaké uličky, staré mnohokrát přestavované kamenné domy nalepené jeden na druhý, útlé dvorky a prastaré městské brány, mešity, lázně. Na úzkém prostoru se střetávají různá náboženství a kultury, na stěnách se nacházejí staré arabské nápisy i moderní ruskojazyčné cedule, kolem mešit postavených v perském období se táhne plynové potrubí svařené se sovětskou ležérností.

### Nejvýznamnější památky starého Derbentu
- Mešita Džuma - nejstarší mešita v Rusku i v bývalém SSSR a jedna z nejstarších mešit vůbec. Vystavěna byla v letech 733-734 arabskými dobyvateli především pro provádění pátečních modliteb. Ve 14. století byla vážně poškozena zemětřesením, záhy však byla obnovena. Ve 30. letech 20. století byla uzavřena a přeměněna na vězení, roku 1943 se však navrátila do rukou věřících a po jistou dobu byla jedinou otevřenou mešitou v Dagestánu. V roce 2015 byla dokončena generální rekonstrukce. Je tvořena samotnou mešitou, madrasou, byty pro duchovní a dvorem se zahradou. I přes své značné stáří je velmi dobře zachovalá.[5]
- Hřbitov Kyrchljar - jedno z nejstarších pohřebišť na Kavkaze. Má rozměr pouhých 19,5 x 18 m a je součástí Severního muslimského hřbitova, od kterého je oddělen dvoumetrovou zdí. Podle arabských pramenů souvisí vznik tohoto hřbitova s prvním pochodem Arabů na Derbent v letech 642-643. Ve vydlabaných kamenných sarkofázích je údajně uloženo 40 hrdinů bojů za šíření muslimské víry, místo je tak předmětem uctívání.[6]
- Stará východní lázeň - nejstarší lázeň ve městě, unikátní doklad středověké architektury, nacházející se v blízkosti mešity Kilisa. Základy byly nejspíše položeny v 9. - 10. století, nadzemní část pochází z 14. – 15. století.[7]
- Arménský chrám Svatého Spasitele - chrám byl vystavěn v letech 1860-1870 v arménské čtvrti na místě dřívější kaple. Roku 1920 byl uzavřen, po kompletní restauraci byl chrám znovu otevřen roku 1982 coby muzeum. Jako muzeum slouží dodnes, probíhají zde pouze křty a svatby místní arménské komunity.[8]
- Synagoga Kele-Numaz – postavena v roce 1914 jako druhá synagoga ve městě pro potřeby místní židovské komunity (v tehdejší době představovali asi 15 % populace). Roku 2000 byla dokončena kompletní rekonstrukce. Synagoga je dnes součástí Židovského společenského centra, které zahrnuje také kancelář rabínů, mužskou a ženskou mikve, školku a muzeum.
- Derbentský maják – po rusko-perské válce (1826–1828) došlo mezi Persií a Ruskem k dohodám, umožňujícím svobodný pohyb obchodních lodí po Kaspickém moři. V důsledku toho začal vzrůstat význam Derbentu coby přístavu, a tak v letech 1851–1853 vyrostl v blízkosti pobřeží maják vysoký 18,6 m. Je to nejjižnější maják Ruska.[9]

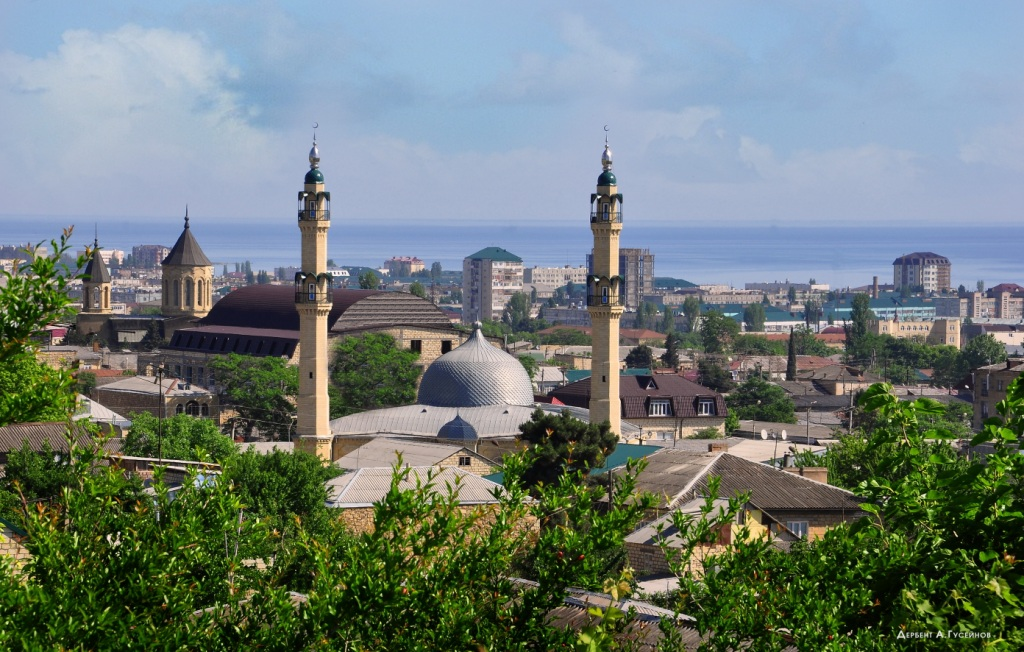
pohled na město
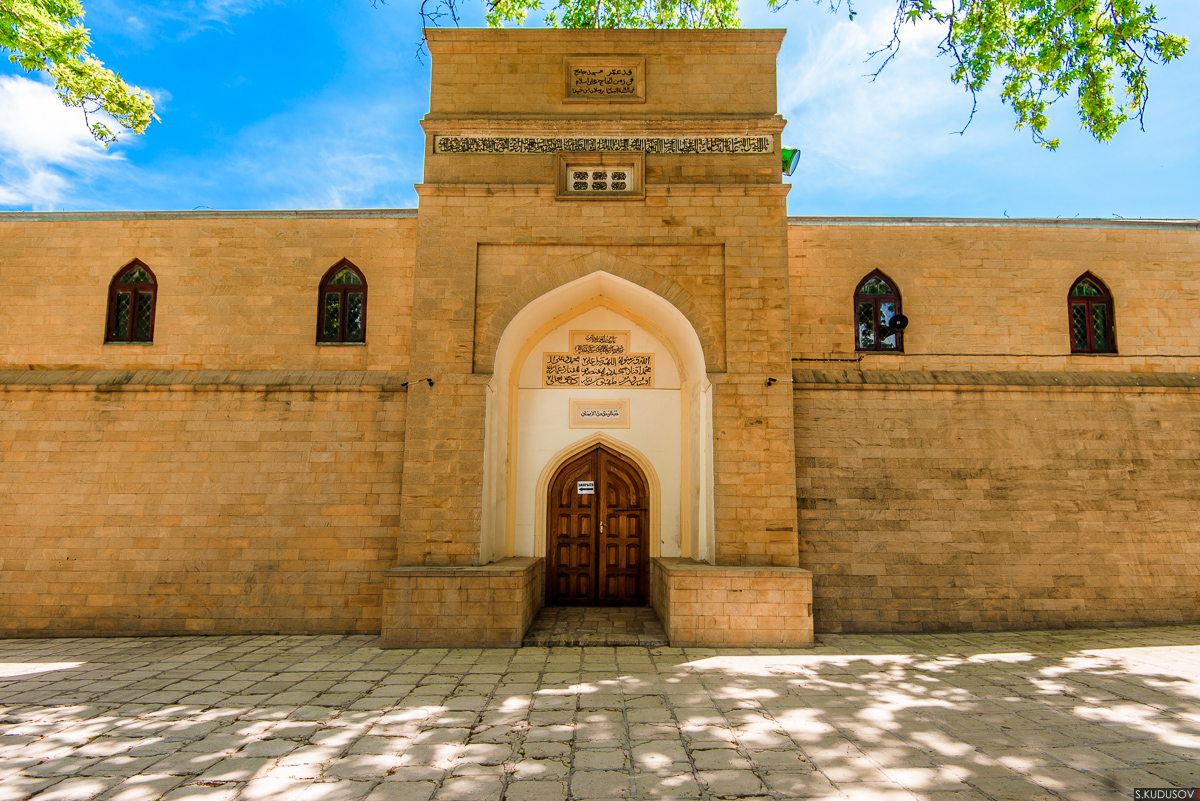
mešita Džuma
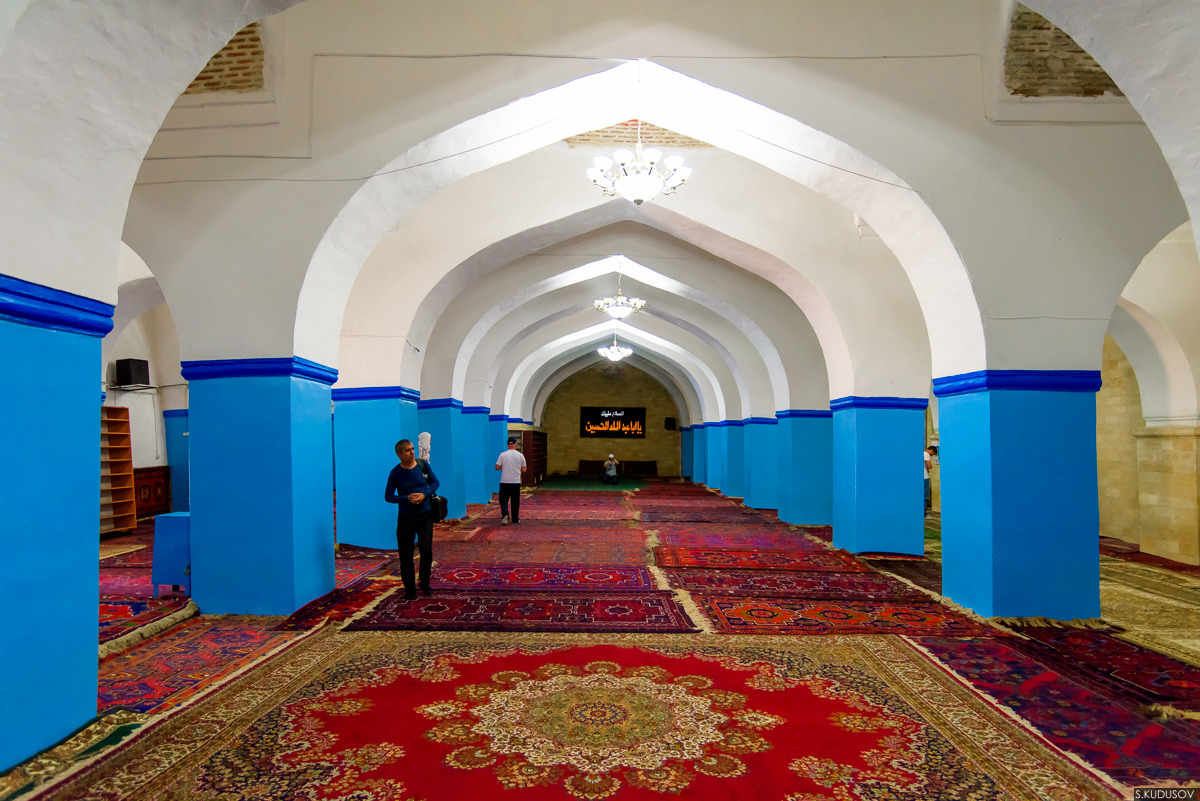
interiér mešity
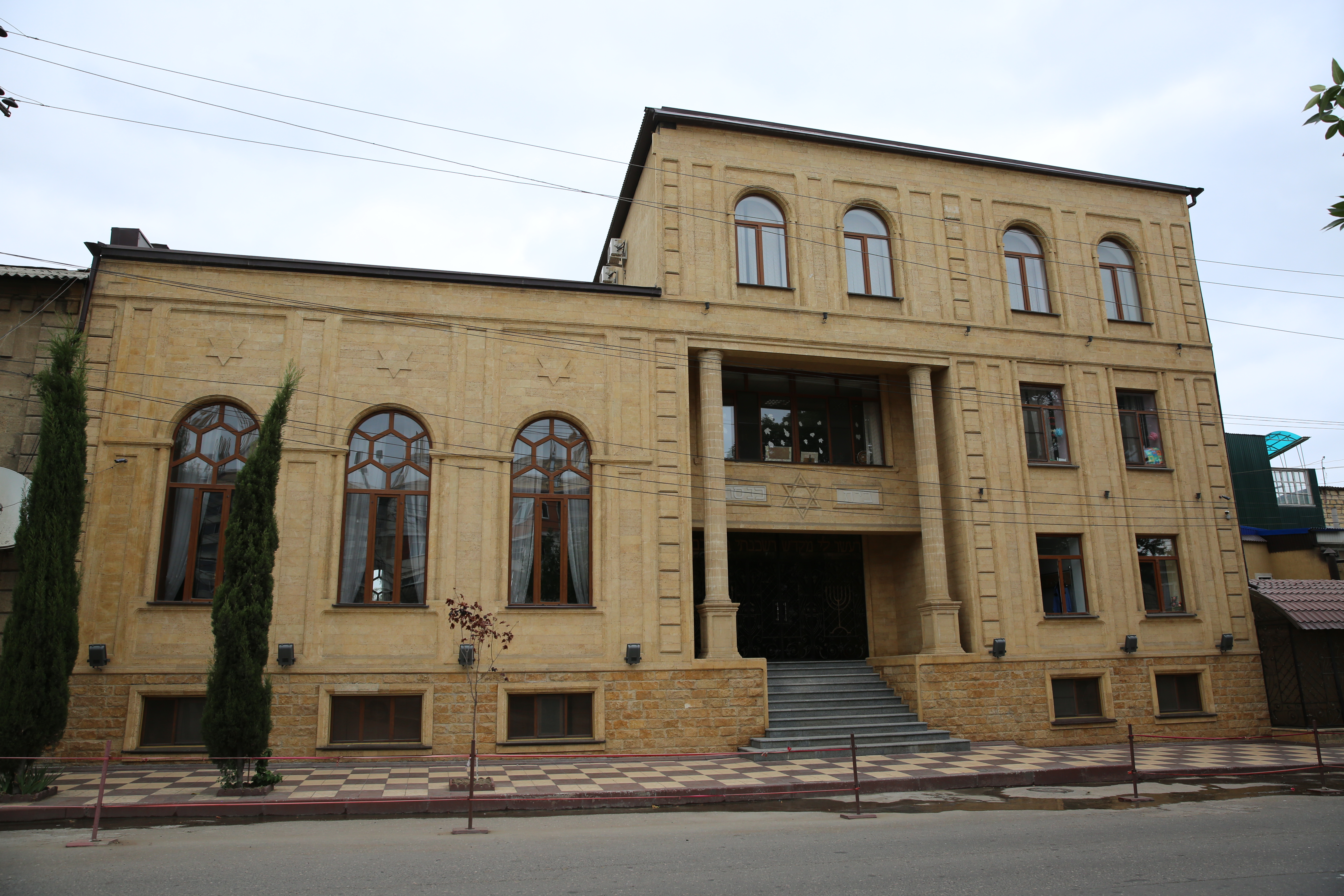
synagoga Kele-Numaz
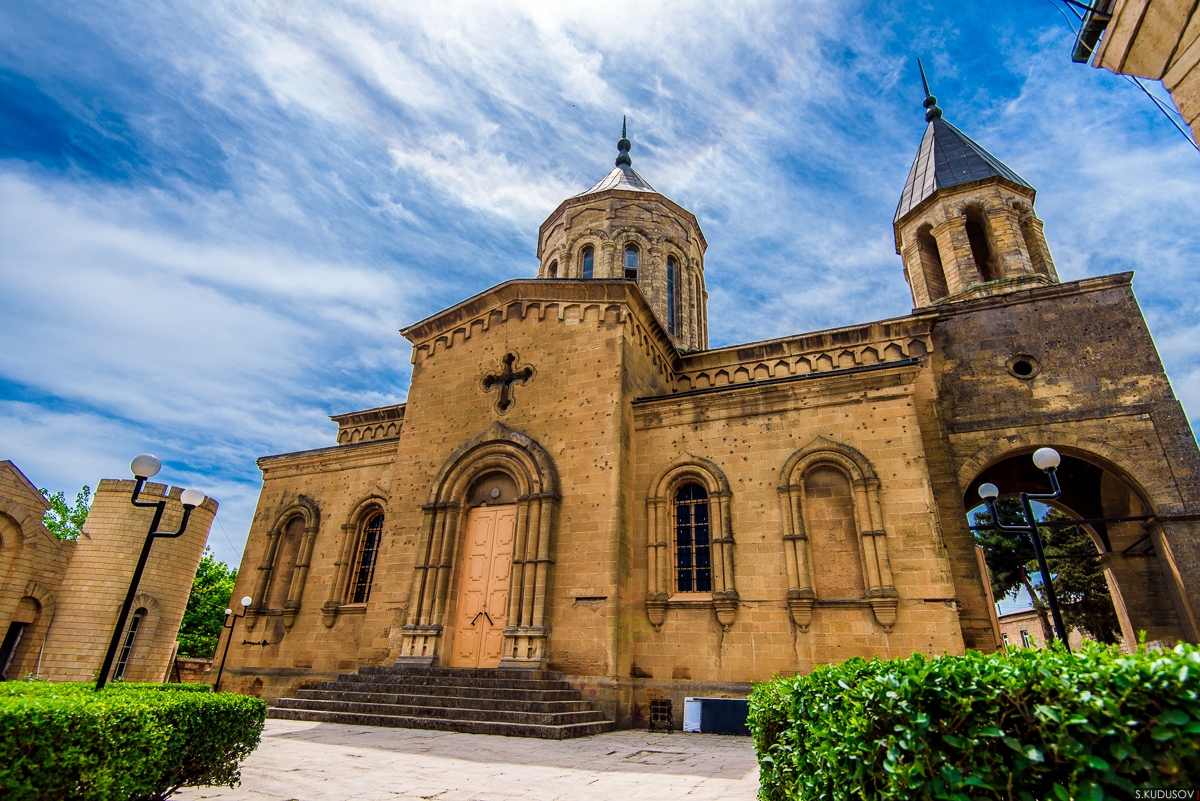
arménský chrám